# Podolski
Podolski - Подо́льский (rus) - és un khútor del krai de Krasnodar, a Rússia. Es troba als vessants septentrionals del Caucas occidental, a la vora esquerra del riu Neftianka, a 13 km al sud d'Apxeronsk i a 95 km al sud-est de Krasnodar, la capital.
Pertany al municipi de Neftegorsk.